# Brandt Hagen
Brandt Hagen war ein deutscher Basketballverein aus Hagen, Nordrhein-Westfalen. Er ist aus dem SSV Hagen hervorgegangen, der Gründungsmitglied der Basketball-Bundesliga war. Nach dem zwischenzeitlichen Namen SSV Goldstar Hagen hieß das Team ab 1990 schließlich Brandt Hagen. Es wurden eine deutsche Meisterschaft und zwei Pokalsiege errungen.

## Geschichte
Der SSV Hagen entstand 1946 aus der Zergliederung des Vorgängervereines DSC. 1951 wurde die Basketballabteilung gegründet. Der SSV war 1966 Gründungsmitglied der Basketball-Bundesliga. Im ersten Jahr scheiterte die Mannschaft im Halbfinale am späteren Meister MTV 1846 Gießen. 1974 wurde der SSV deutscher Meister, ein Jahr später erstmals Pokalsieger. In der Saison 1984/85 verpasste die Mannschaft die Meisterrunde wegen eines Abzugs von vier Punkten aufgrund eines Regelverstoßes (Graylin Warner war nicht spielberechtigt). Hagen versuchte, mit einer einstweiligen Verfügung die Teilnahme an der Meisterrunde zu erzwingen, was im März 1985 vom Hagener Landgericht abgewiesen wurde.
Zur Saison 1987/1988 wurde die Mannschaft in SSV Goldstar Hagen umbenannt. Nach einer Steuernachforderung an den Mutterverein im Jahr 1988, die durch Immobilienverkäufe beglichen wurde, erfolgte die Ausgliederung der Basketballabteilung. Im April 1990 schloss man sich mit der Basketballabteilung des TSV Hagen 1860 (damals ebenfalls Bundesligist) zu dem neuen eigenständigen Verein Brandt Hagen zusammen. Der neue Verein übernahm zur Saison 1990/1991 den Spielbetrieb in der höchsten deutschen Spielklasse. 1994 wurde der zweite und letzte Pokalsieg errungen. Bis 2003 spielte die Mannschaft in der Hagener Ischelandhalle, bis diese den Auflagen der Basketball-Bundesliga nicht mehr genügte.
Spielstätte in der Saison 2003/04 war die Helmut-Körnig-Halle in Dortmund. Gleichzeitig verringerte der Namenssponsor Brandt Zwieback nach der Produktionsverlagerung von Hagen nach Ohrdruf in Thüringen sein finanzielles Engagement und kündigte an, sich nach der Saison zurückzuziehen. Schon im Sommer 2003 war die wirtschaftliche Lage des Vereins angespannt, erst nach einem Spendenaufruf kam das für die Teilnahme am Spielbetrieb benötigte Geld zusammen. Mit Mike Hansen, Adrian Autry und Chris Carrawell kamen Neuzugänge, die sportlich einschlugen, aber die Kosten für die Halle in Dortmund waren zu hoch. Viele Zuschauer machten den Umzug nach Dortmund nicht mit und es wurden nur wenige neue Zuschauer hinzugewonnen. Im Laufe der Saison 2003/04 betrug die Unterdeckung des Mannschaftshaushalts rund 900.000 Euro, Gehälter sowie die Miete für die Helmut-Körnig-Halle konnten nicht mehr bezahlt werden. Der Verein stellte einen Insolvenzantrag. Am 29. Dezember 2003 wurde der Spielbetrieb eingestellt. Nachfolgeverein wurde BBV Hagen in der Regionalliga West und nicht Phoenix Hagen, wie gelegentlich angenommen wird. Der BBV Hagen beantragte später ebenfalls die Eröffnung eines Insolvenzverfahrens.

## Ehemalige Spieler
- Stephan Baeck, ehemaliger deutscher Nationalspieler, Manager der Köln 99ers
- Paris Bryant
- Bryan Christiansen
- Mike Doyle
- Daren Engellant
- Chuck Evans
- Chris Fite
- Ingo Freyer, ehemaliger deutscher Nationalspieler
- Hansi Gnad, ehemaliger deutscher Nationalspieler
- Matthias Grothe
- Oliver Herkelmann, ehemaliger deutscher Nationalspieler
- Ulrich Hillebrand
- Bastian Kordyaka
- Bernd Kruel
- Rimas Kurtinaitis, ehemaliger litauischer Nationalspieler
- Josef „Joschko“ Martinek, ehemaliger tschechischer Nationalspieler
- Arnd Neuhaus, ehemaliger deutscher Nationalspieler
- Jochen Pollex, ehemaliger deutscher Nationalspieler
- Vladimir Kadlec, ehemaliger deutscher Nationalspieler
- Marko Pešić, ehemaliger deutscher Nationalspieler
- Daren Queenan
- Ralf Risse, ehemaliger deutscher Nationalspieler
- Leon Rodgers
- Rick Stafford
- Jörg Trapp
- Jimmy Wilkins, Leistungsträger der Meistermannschaft 1974
- Robert „Pinky“ Smith († 10. Februar 2009), Leistungsträger der Pokalsiegermannschaft 1975–77
- Peter Krüsmann, ehemaliger deutscher Nationalspieler
- Günter Pollex, ehemaliger deutscher Nationalspieler
- Ralf Kuhtz
- Michael Bühren
- Volker Aßhoff
- Ulrich „Uli“ Diestelhorst
- Adam Fiedler, ehemaliger polnischer Nationalspieler
- Štefan Svitek, ehemaliger tschechoslowakischer Nationalspieler
- Lothar Dahlbüdding, Meistermannschaft 74
- Heinz-Werner Schmunz, Meistermannschaft 74
- Dieter „Gaucho“ Schaumann, ehemaliger deutscher Nationalspieler
- Keith Gatlin, Pokalsieger 94 und Spieler der Universität Maryland
- Graylin Warner
- Steven Wriedt

## Ehemalige Trainer und Funktionäre
- Armin Andres, letzter Trainer
- Dirk Bauermann, ein Jahr Trainer, von 2003 bis 2011 Trainer der deutschen Nationalmannschaft
- Brad Dean, vorletzter Trainer des Vereins für zwei Jahre
- Hans-Joachim Höfig, Ehrenpräsident des Deutschen Basketball Bundes
- Heinrich Schmidt, zehn Jahre Präsident
- Ernst Michalowski, sechs Jahre Präsident und Gründer des Vereins
- Martin Führt, drei Jahre Präsident
- Andreas Jürgens, Präsident
- Christian Isenbeck, Andreas Jürgens, zwei Jahre Präsidenten
- Helmut Diegel, zehn Jahre Präsident
- Ludwig Heimann, zwei Jahre Präsident
- Josef „Joschko“ Martinek, ein Jahr Trainer
- Jörg Trapp, zehn Jahre Trainer und ehemaliger Vizepräsident des Deutschen Basketball Bundes
- Joe Whelton, Trainer
- Peter Krüsmann, zehn Jahre Trainer
- Branimir Volfer, neun Jahre Trainer
- Bernd Motte, drei Monate Trainer
- Alan Lambert, ein Jahr Trainer
- Jim Kelly, ein Jahr Trainer
- Hubert Beck, zwei Jahre Trainer
- John Van Crombruggen
- Michael Rosenthal, Ehrenmitglied des Westdeutschen Basketball-Verbandes e. V. sowie Ehrenvorsitzender des Basketballkreises Hagen e. V.